# مایکل کاروث
مایکل کاروث (انگلیسی: Michael Carruth؛ زادهٔ ۹ ژوئیهٔ ۱۹۶۷) بوکسور اهل جمهوری ایرلند است.
وی در مسابقات کشوری و بین‌المللی در مجموع برندهٔ ۱ مدال طلا، ۱ مدال برنز شده‌است.